# Luchazi (langue)
Pour les articles homonymes, voir Luchazi.
Le luchazi est la langue de l'ethnie des Luchazi, parlée en Angola et en Zambie, en Afrique.